# Rodolfo Sutermeister
Rodolfo Sutermeister (Wynigen, 7 maggio 1802 – Zofingen, 9 maggio 1868) è stato un filosofo svizzero.

## Biografia
Sutermeister è un medico e socialista utopico svizzero tedesco. Medico sociale di professione, sposato con Susanna Obertüfer nel 1825 e aveva quattro bambini. Si dedicò ai poveri. Politicamente, è stato ispirato di Charles Fourier e del Saint- Simonismo e è stato amico di Wilhelm Weitling. Nel 1837 ha pubblicato un manifesto ai suoi concittadini mescolava le sette chiliastiche che fiorirono in Alta Argovia e prestiti scuole socialiste francesi.
Sutermeister promosso una trasformazione comunista della società svizzera. Con August Becker e Johannes Glur ha fondato un circolo liberal-comunista. Considerato, insieme a Gustav Siegfried, come il primo socialista svizzero tedesco, ha pubblicato opuscoli millenaristi che sono stati distribuiti dalla Lega dei giusti svizzera. Ma a differenza di Siegfried sentiva impossibile e dannoso qualsiasi realizzazione immediata e parziale, sentendo riserva tutta la sua forza per far avanzare propaganda Sutermeister cercato invano 1840-1844 per creare una falange che gli avrebbe permesso di applicare la sua teorie sociali.